# Microphysetica
Microphysetica is een geslacht van vlinders van de familie van de grasmotten (Crambidae), uit de onderfamilie van de Spilomelinae. De wetenschappelijke naam voor dit geslacht is voor het eerst gepubliceerd in 1863 door George Francis Hampson. Hampson beschreef ook de eerste soort uit het geslacht, Microphysetica peperita uit Mexico, die als typesoort is aangeduid.

## Soorten
- M. ambialis (Schaus, 1924)
- M. hermeasalis (Walker, 1859)
- M. peperita Hampson, 1917
- M. rufitincta (Hampson, 1917)